# Frederik Hasselbalch
Johan Nicolai Frederik Hasselbalch (født 23. november 1810 på Vestrupgård vest for Brønderslev, død 11. januar 1880) var en dansk proprietær og politiker.

## Familie
Hasselbalch var søn af proprietær Batholomæus Hasselbalch og Charlotte Amalie Thorlund på Vestrupgård.
Han blev gift med Larsine Sigvardine (kaldet Sine) Hoff (1812-1878) i 1834. De fik tre børn: Bartholomæus Hasselbalch (1834-1925), Siegvald Hasselbalch (1835-1867) og Frederikke Hasselbalch, gift v. Blaunfeldt (1836-1912).

## Uddannelse og arbejde
Hasselbalch fik hjemmeundervisning. Efter sin konfirmation blev han skriver på amtskontoret i Hjørring i 1827 under amtmand Graah samtidig med at han forberedte sig til dansk juridisk eksamen. Han kom til København i september 1829 og tog juridisk eksamen med førstekarakter 4. november 1830. Herefter var Hasselbalch godsforvalter på Lundergård ved Aalborg fra 1830 til 1839. Han forpagtede også herregården Oksholm på Øland fra maj 1834 til maj 1842. Han købte godset Aalegaard ved Fjerritslev i august 1842. Aalegaard brændte i 1844 men blev genbygget. Den var bortforpagtet fra 1849 til 1852 hvor Hasselbalch boede i København. Han solgte Aalegaard til sin ældste søn Bartholomæus i 1857. Han have en mindre gård i Brøndbyvester 1859-1865 og boede på Frederiksbjerg fra 1867.

## Politisk karriere
Hasselbalch var sogneforstander i Skræm Sogn omkring 1845-1849 og sogneforstander i Brøndbyvester Sogn mens boede der. Han var medlem af Frederiksberg kommunalbestyrelse 1878-1879.
Han var medlem af Den Grundlovgivende Rigsforsamling valgt i Hjørring Amts 6. distrikt (Halvrimmen). Han var medlem af Folketinget valgt i Thisted Amts 4. valgkreds (Nykøbing Mors-kredsen) fra 1. december 1854 til 14. juni 1858, og i Thisted Amts 1. valgkreds (Bjergetkredsen) fra 14. juni 1861 til 7. juni 1864 og fra 4. juni 1866 til 12. oktober 1866. Han stillede også op til flere folketings- og landstingsvalg uden at blive valgt.
Han blev valgt til Rigsrådets Folketing i Bjergetkredsen i både 1864 og 1865.